# Windsor Park
O Windsor Park, localizado em Belfast, Irlanda do Norte, é o estádio principal e a casa oficial onde o Linfield F.C. manda seus jogos. O estádio também é utilizado para a Seleção Norte-Irlandesa de Futebol disputar jogos e é também o palco da final da Copa da Irlanda do Norte e da Copa da Liga Norte-Irlandesa. 

## História
Windsor Park foi inaugurado em 1905, com uma partida entre Linfield e Glentoran. O estádio foi projetado e construído na década de 1930, foi um projeto feito pelo arquiteto escocês Archibald Leitch. A capacidade máxima do Windsor Park nesse primeiro formato foi de 60.000. 
No início da década de 1970, um clube social e um salão de exibição foram construídos. Na década de 1980, foi construído uma arquibancada norte de dois níveis e 7000 lugares. No final da década de 1990, a arquibancada chamada de Kop foi demolida e substituído por outra chamada de Kop Stand de 5000 lugares. 
Kop Stand era conhecido como o Alex Russell Stand de 2004-2008 em homenagem ao ex-goleiro e treinador de Linfield, mas voltou a se chamar "The Kop Stand" depois disso. 
Na temporada 2016-17, o Linfield FC obteve uma média de 2.538 pessoas. O maior público no estádio na temporada foi de foi de 7.504 pessoas. 

## Remodelação

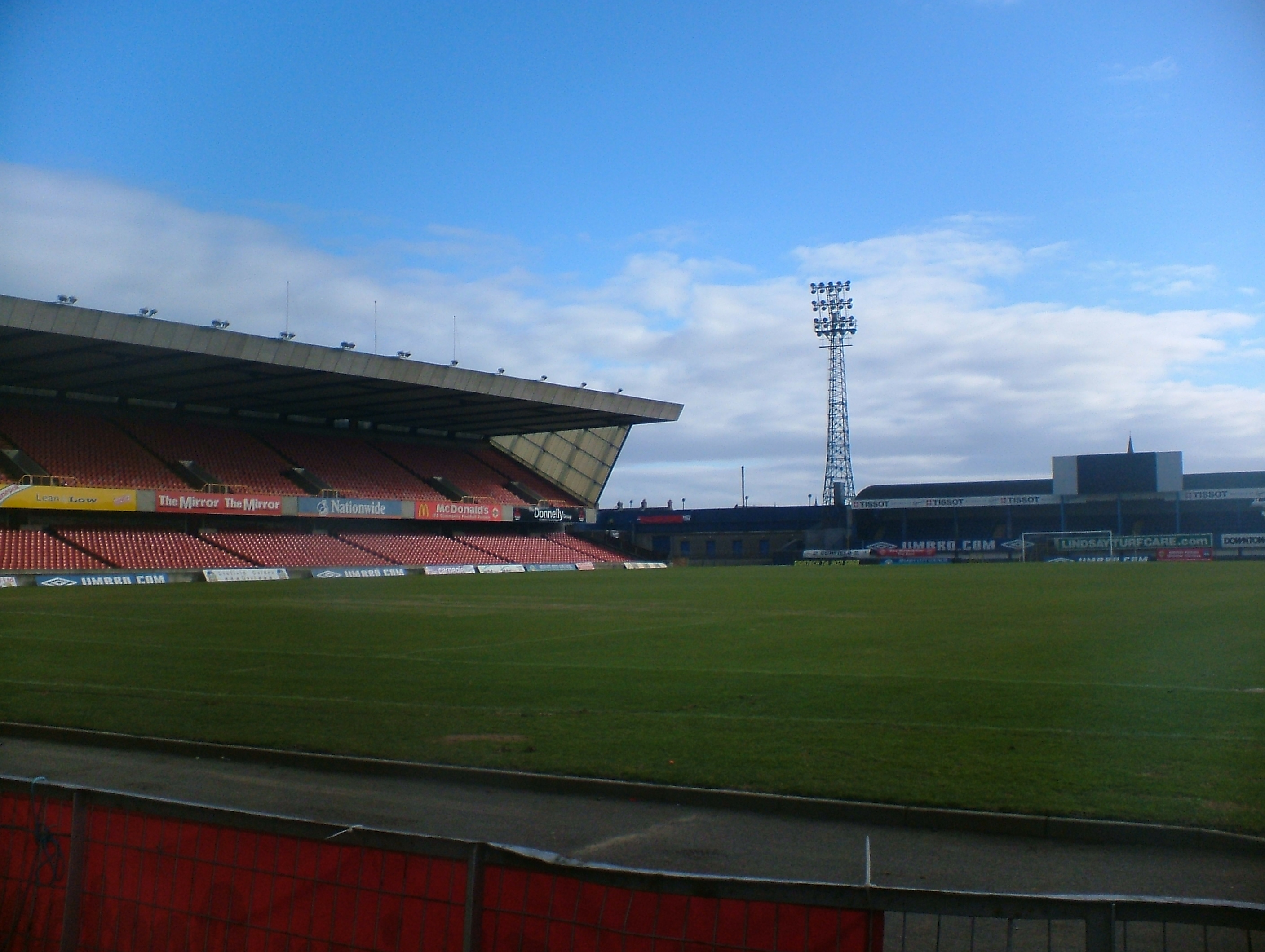
Vista do Windsor Park da seção Alex Russell em foto de fevereiro de 2006

Devido à condição cada vez mais pobre do Windsor Park, várias propostas para a sua remodelação foram discutidas, incluindo a ideia de um estádio polivalente que hospedaria futebol, rugby e jogos gaélicos ou um estádio nacional construído como parte de um grande desenvolvimento de lazer em Sydenham, no leste de Belfast. 
Os planos para um estádio polivalente foram fortemente protestados por essencialmente todos os partidários da Irlanda do Norte. Várias petições em oposição à sugestão, foram organizadas pelos clubes de apoiantes em uma tentativa de bloquear qualquer mudança para o labirinto.
Em setembro de 2009, a Irish Football Association (IFA) anunciou que sua opção preferida era permanecer com o Windsor Park.  Em 2011, o executivo da Irlanda do Norte atribuiu 138 milhões de libras esterlinas para um grande programa de remodelação de estádios em toda a Irlanda do Norte, com £ 28 milhões destinados à remodelação do Windsor Park para um estádio de 20 mil lugares. 
Em 2012, os detalhes da remodelação do estádio foram divulgados. O plano veria o Windsor Park tornar-se um estádio de 18 mil lugares e as obras se iniciariam no verão de 2013. 
Em fevereiro de 2013, foi concedida permissão de planejamento para a reconstrução, com o custo estimado do projeto em torno de £ 29,2 milhões, dos quais £ 25,2 milhões viriam do financiamento do governo. Foi planejado que o trabalho começasse em setembro de 2013. 
Em setembro de 2013, o ministro dos esportes da Irlanda do Norte, Carál Ní Chuilín, disse que ainda estava empenhado em garantir que a remodelação fosse adiante, conforme previsto, depois de afirmar que não assinaria o financiamento até que o IFA resolvesse os "problemas de governança" em torno do retorno de David Martin ao papel de vice-presidente.
Em dezembro de 2013, três meses após o início do trabalho inicialmente programado, finalmente foi dada à luz verde para a remodelação, com o ministro dos esportes assinando o financiamento de US $ 31 milhões para concluir o projeto. Em maio de 2014, o trabalho finalmente foi iniciado.
Em março de 2015, após um jogo de qualificação para a Campeonato Europeu de Futebol de 2016 contra a Finlândia, grandes fissuras foram encontradas no estádio; Esta parte do estádio foi programada para renovação, em vez de substituição, como parte do projeto de redesenvolvimento. Como consequência, a área ao redor do estande teve que ser selada, e levou a final da Copa irlandesa de 2015 sendo movido para outro estádio. 
O relatório estrutural preliminar entregue ao IFA recomendou que o suporte danificado fosse demolido. Tendo aceitado este relatório, a IFA confirmou que o West Stand seria demolido a tempo de assegurar a segurança do estádio para o jogo da Irlanda do Norte contra a Romênia em 10 de junho, bem como afirmando que o trabalho no projeto de redesenvolvimento seria acelerado para que o estádio pudesse atender a sua capacidade planejada de 10.000. Os planos para um novo West Stand foram aprovados em novembro de 2015, financiados pelo seguro na antiga instalação. A nova estrutura estava destinada a estar pronta a tempo para o jogo da Irlanda do Norte contra San Marino em outubro de 2016.